# Fanfar med fem trumpeter
Fanfar med fem trumpeter är en roman av Erik Asklund utgiven 1934.
Romanen handlar om några arbetslösa ungdomar från Södermalm i Stockholm som startar en jazzorkester. De spelar först på gårdarna på Söder och får sedan engagemang på danssalongen Siam. Förvecklingar uppstår i huvudpersonernas olika kärlekshistorier och när den nyckfulla ägarinnan plötsligt beslutar sig för att stänga stället.
Romanen filmatiserades 1941 som Söderpojkar.